# Spiridon Dionissevitch Merkoulov
Pour les articles homonymes, voir Merkoulov.
Ne doit pas être confondu avec son frère Nikolaï Merkoulov
Spiridon Dionissevitch Merkoulov (en russe : Спиридо́н Диони́сьевич Мерку́лов), né en 1870 à Blagovechtchensk dans l'oblast de l'Amour (Empire russe), et mort en 1957 à San Francisco en Californie (États-Unis) est une personnalité politique et publique russe, qui participa à la guerre civile russe en Extrême-Orient. Il fut président de 1921 à 1922 du gouvernement provisoire de Priamour, dernier grand bastion blanc. Ses frères sont Nikolaï Merkoulov et Vassili Dionissevich Merkoulov.

## Biographie
Né en 1870 dans la famille d'un paysan du Priamourié. Il est diplômé de la Faculté de droit de l'Université de Saint-Pétersbourg, après quoi il est entré au service du ministère de l'Agriculture et des Domaines de l'État. Plus tard, il a travaillé et vécu à Vladivostok, où il a occupé les postes de conseiller juridique du gouvernement de la ville de Vladivostok, d'inspecteur en chef de la Compagnie d'assurance du Nord et d'autres, et a exercé le droit.
Le 26 mai 1921, à la suite du coup d'État de la Garde blanche au Primorié auquel il participa, il dirigea le gouvernement provisoire du Priamour, qui contrôlait le territoire de l'actuelle Primorié et certaines parties de l'actuel kraï de Khabarovsk. A son initiative, l'Union nationale démocratique est créée en 1921.
Le Zemski Sobor de l'Amour, à l'été 1922, remplaça le gouvernement provisoire du priamour par la dictature unique du général Dieterichs et envoya une délégation dans les cercles d'émigrants (Merkoulov y fut inclus par décision de Diterichs). Spiridon Merkoulov part pour le Japon et le Canada en septembre 1922. Cependant, en octobre 1922, les troupes rouges occupèrent Vladivostok et Merkoulov n'avait nulle part où retourner.
Il a ensuite vécu aux États-Unis, où il est décédé en 1957 à San Francisco.